# Cinque Terre
Cinque Terre (phát âm tiếng Ý: [ˈtʃiŋkwe ˈtɛrre]; tiếng Liguria Çinque Tære, có nghĩa là "Năm Vùng đất") là một khu vực duyên hải gồ ghề dài khoảng 12 km, được khí hậu ưu đãi ven bờ biển Riviera, thuộc vùng Liguria, tây bắc Ý. Về mặt hành chính, nó thuộc thành phố La Spezia, và gồm năm ngôi làng Monterosso al Mare, Vernazza, Corniglia, Manarola và Riomaggiore dọc theo bờ biển có độ dốc lớn. Khu vực này có khoảng 7000 cư dân. Bờ biển, năm ngôi làng và các sườn đồi xung quanh đều là một phần của Vườn quốc gia Cinque Terre và là một Di sản Thế giới được UNESCO công nhận từ năm 1997.
Qua hàng thế kỷ, con người đã xây dựng ruộng bậc thang một cách cẩn thận trên những vách đá dốc, cheo leo hướng ra biển. Đường mòn, xe lửa và thuyền kết nối các ngôi làng với nhau, và ô tô không thể trực tiếp đến đây được. Cinque Terre là một điểm du lịch rất nổi tiếng tại Ý.
Những ngôi làng của Cinque Terre bị ảnh hưởng nặng nề bởi những trận mưa xối xả gây ra lũ lụt và lở đất vào ngày 25 tháng 10 năm 2011. Chín người đã chết do đợt thiên tai này, và các ngôi làng đều bị thiệt hại, nhất là Vernazza và Monterosso al Mare là rất đáng kể.

## Lịch sử
Các tài liệu lịch sử đầu tiên về Cinque Terre có từ thế kỷ 11. Monterosso và Vernazza phát triển lên đầu tiên, trong khi các làng khác hình thành sau đó, dưới quyền tối cao về quân sự và chính trị của Cộng hòa Genova. Vào thế kỷ 16, để chống lại các cuộc tấn công của người Thổ Nhĩ Kỳ, người dân đã củng cố pháo đài cũ và xây dựng các tháp phòng thủ mới. Từ năm 1600, Cinque Terre đã trải qua một sự suy giảm và chỉ được đảo ngược vào thế kỷ 19 khi xưởng vũ khí của quân đội tại La Spezia và tuyến đường sắt Genova và La Spezia được xây dựng. Tuyến đường sắt giúp người dân thoát khỏi tình cảnh bị cô lập, nhưng cũng khiến các hoạt động truyền thống lâu đời tại đây dần mất đi. Hậu quả là sự gia tăng nghèo đói đã đẩy nhiều người di cư ra nước ngoài, ít nhất là cho đến những năm 1970, khi sự phát triển của du lịch mang lại sự giàu có.
Trái với ý kiến phổ biến cho rằng, màu sắc các ngôi nhà để phân biệt nhà của ngư dân, nhưng những ngôi nhà này không được sơn cho đến cuối những năm 1970. Ngôi làng duy nhất có hoạt động đánh bắt cá là ngành nghề công nghiệp chính là Monterosso. Người dân các làng khác sống chủ yếu là từ hoạt động trồng nho và ô liu.

## Giao thông vận tải và du lịch
Có một vài con đường vào các làng của Cinque Terre có thể di chuyển bằng ô tô là đường tới Vernazza thông xe vào tháng 6 năm 2012, nhưng rất hẹp ở nhiều đoạn. Nó dẫn đến một khu vực đỗ xe cách thị trấn chỉ khoảng 1 km.
Các chuyến tàu địa phương từ La Spezia đến Genova qua các phần của Cinque Terre. Các chuyến tàu liên tỉnh cũng kết nối khu vực này với nhiều thành phố lớn như Milan, Rome, Torino và Toscana. Đường sắt qua Cinque Terre hầu hết là trong các đường hầm giữa Riomaggiore và Monterosso, kết nối ga xe lửa La Spezia đến tất cả năm ngôi làng. Vé tàu luôn sẵn cho khách du lịch và tần suất các chuyến chỉ năm phút hoặc ít hơn.
Một chuyến phà chở khách chạy giữa năm ngôi làng ngoại trừ Corniglia. Chiếc phà đi vào Cinque Terre từ Old Harbor của Genova và La Spezia, Lerici hoặc Porto Venere.
Một con đường đi bộ được gọi là Sentiero Azzurro ("Đường mòn Azure") được sử dụng để kết nối năm ngôi làng với nhau, nhưng đoạn từ Riomaggiore đến Manarola được gọi là Via dell'Amore đã bị đóng cửa. Vẫn có thể đi bộ giữa các ngôi làng này dọc theo bờ biển, mặc dù con đường dốc và dài hơn con đường cũ.

## Các đô thị lân cận
- Bonassola
- Levanto
- Groppo
- Volastra
- Porto Venere
- La Spezia
- Sarzana

## Hình ảnh

Cinque Terre
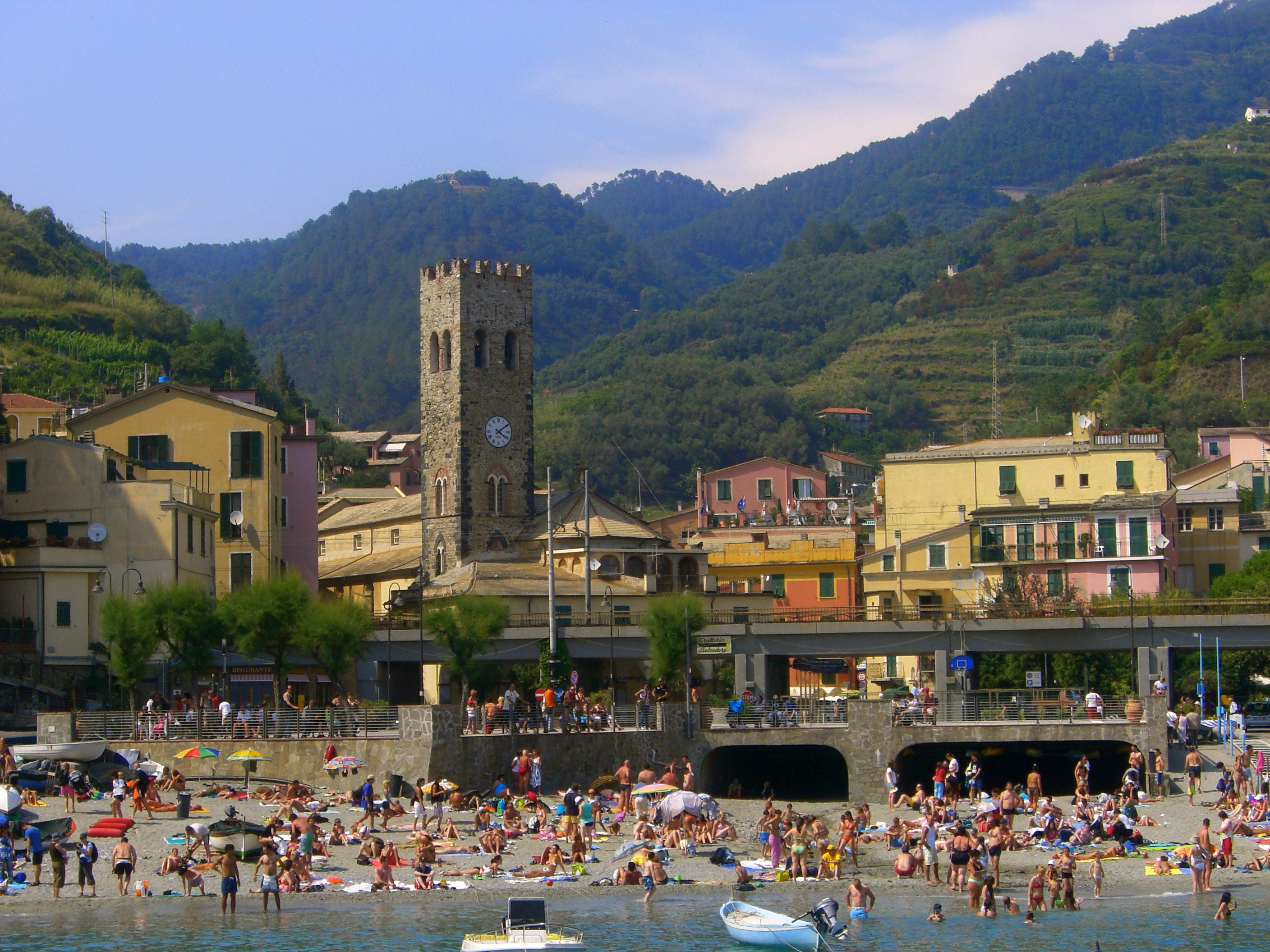
Monterosso al Mare
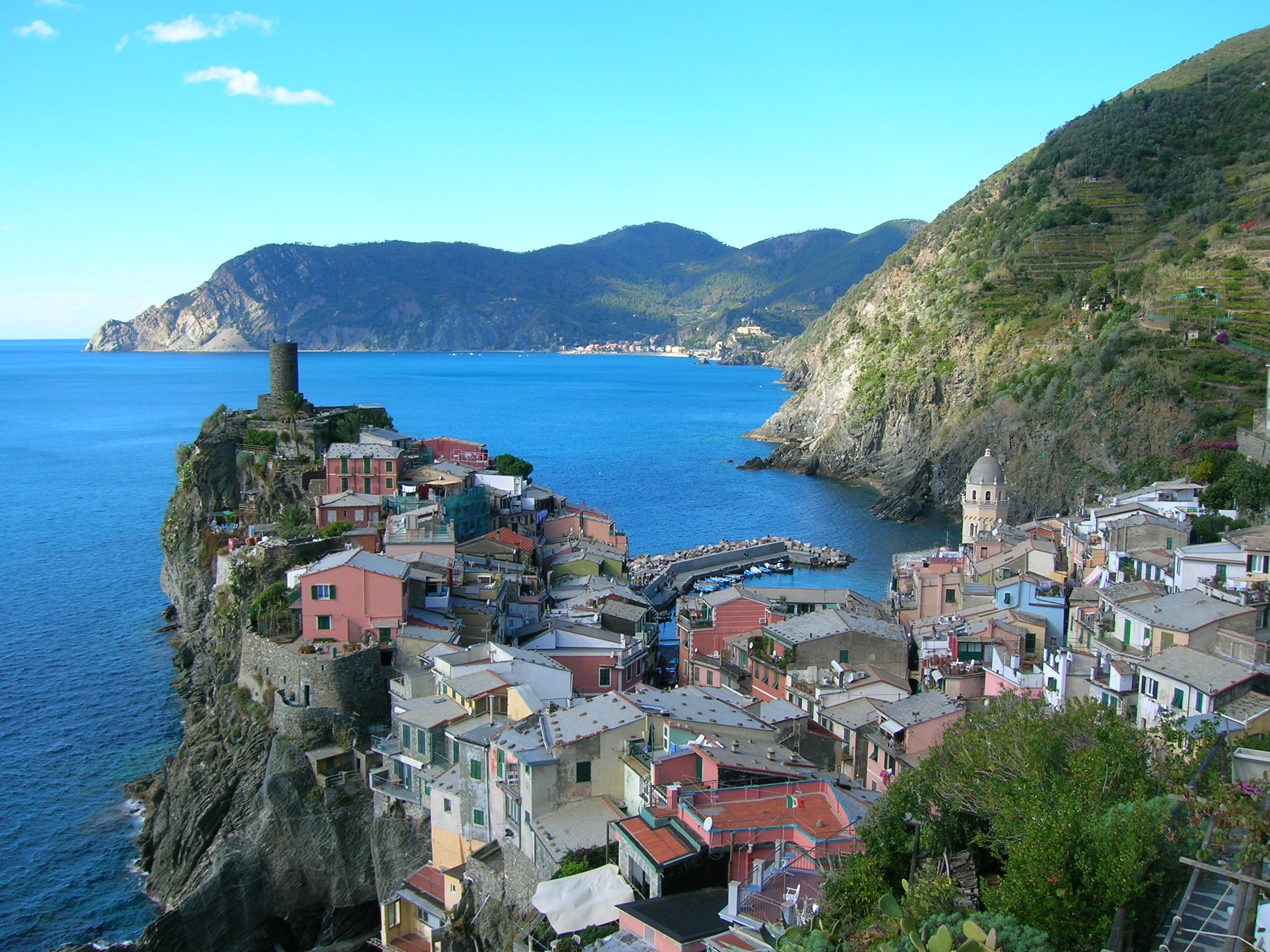
Vernazza
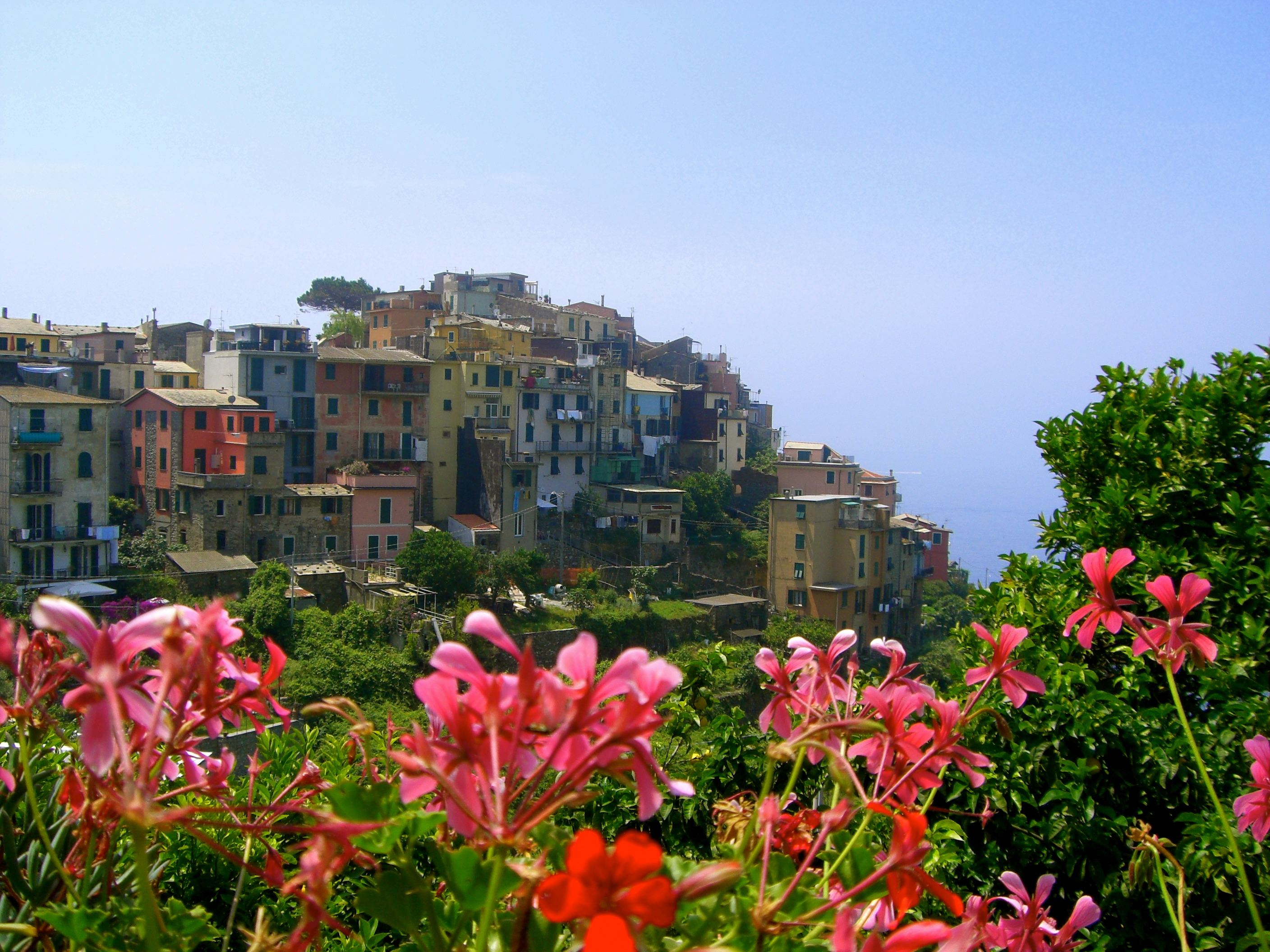
Corniglia
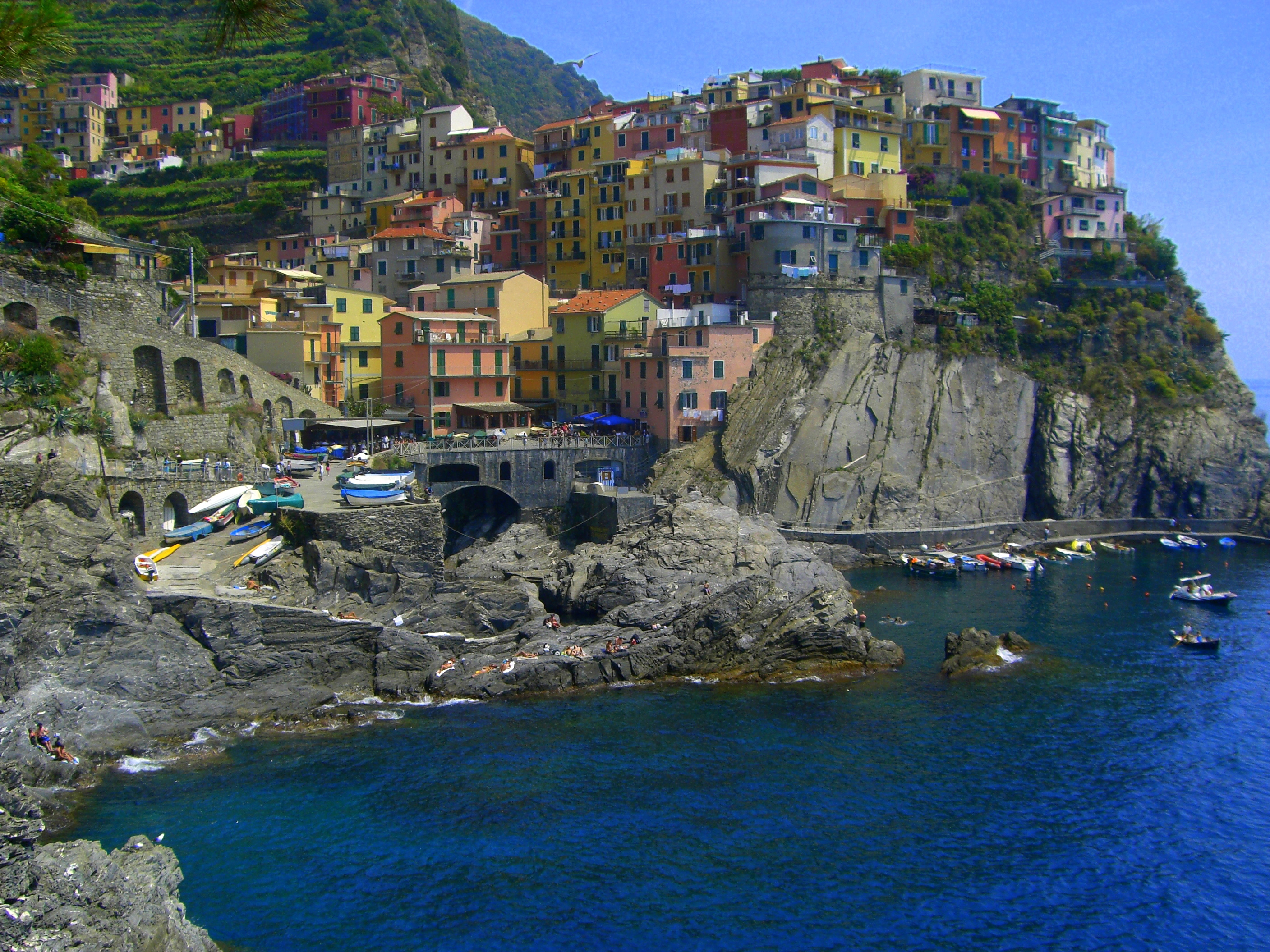
Manarola
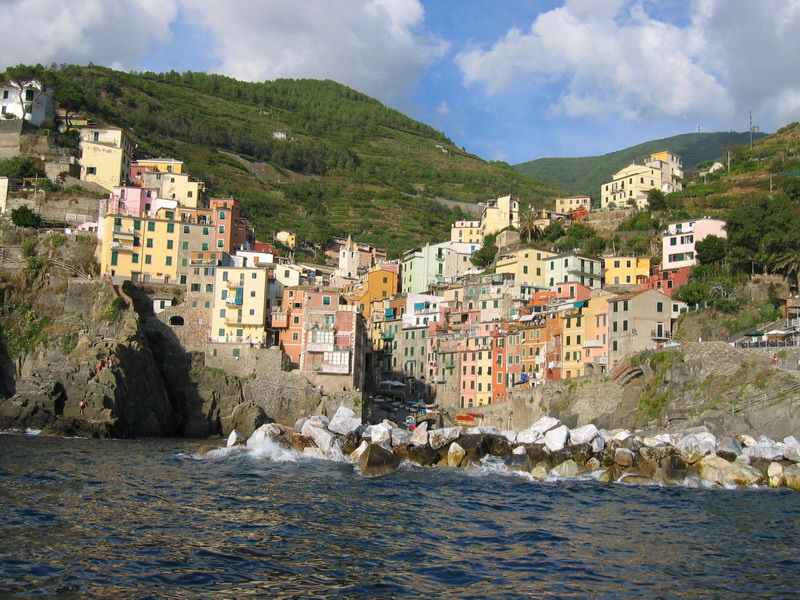
Riomaggiore